# Sông Cần Thơ
Sông Cần Thơ bắt nguồn từ khu vực nội đồng Tây sông Hậu, dài khoảng 16 km, rộng 280-350 m, đi qua các quận Ô Môn, Cái Răng, Ninh Kiều và huyện Phong Điền. Sông Cần Thơ đổ ra sông Hậu tại bến Ninh Kiều. Sông có tác dụng tưới nước trong mùa cạn, vừa có tác dụng tiêu úng trong mùa lũ và có ý nghĩa lớn về giao Thông đường thủy.
Trên sông Cần Thơ có chợ nổi Cái Răng, gần cầu Cái Răng, cách trung tâm thành phố Cần Thơ khoảng 6 km đường bộ và mất 30 phút nếu đi bằng thuyền từ Bến Ninh Kiều.
Các cây cầu lớn bắc qua sông: cầu Tây Đô, cầu Vàm Xáng, cầu Cái Răng, cầu Trần Hoàng Na, cầu Hưng Lợi, cầu Quang Trung.